# Dražice (Chorwacja)
Dražice – wieś w Chorwacji, w żupanii primorsko-gorskiej, w gminie Jelenje. W 2011 roku liczyła 2093 mieszkańców.